# لمغو
لمغو (بالألمانية: Lemgo) هي بلدة ألمانية تقع في ألمانيا في ليبه.  يقدر عدد سكانها بـ 41,682 نسمة .

## المدن التوأمة
مدن Vandœuvre-lès-Nancy و شتندال هي مدن توأمة لـلمغو.

## أعلام
- رودلف هوبنر
- أندريه بيجمان
- هينريتش دريك
- ماتياس بلوباوم
- ويلهلم إنغلمان